# Talisca
Anderson Souza Conceição, plus communément appelé Talisca, né le 1er février 1994 à Feira de Santana, est un footballeur brésilien jouant au poste de milieu offensif au Fenerbahçe SK.

## Biographie

### Carrière en club

#### Esporte Clube Bahia (2013-2014)
Talisca fait ses débuts professionnels avec l'Esporte Clube Bahia le 7 juillet 2013 contre les Corinthians. Il marque son premier but quelques jours plus tard contre São Paulo.

#### SL Benfica (2014-2018)
Le 4 juillet 2014, il rejoint le Benfica Lisbonne pour 4 millions d'euros. Talisca joue son premier match avec Benfica le 10 août 2014 lors de la finale de la Supertaça Cândido de Oliveira (victoire 3-2 face à Rio Ave FC). Il est titulaire une semaine plus tard lors de la première journée de championnat face à Paços de Ferreira. Lors de la 3e journée de championnat, il inscrit un triplé face à Vitória Setúbal (5-0). Il inscrit ensuite un doublé deux semaines plus tard. Talisca inscrit ensuite un but par match pendant deux matchs de championnat de suite. Le 4 novembre 2014, Talisca inscrit son premier but en Ligue des champions lors d'une victoire 1-0 de Benfica face à l'AS Monaco. Talisca marque ensuite un but lors de la journée de championnat suivante.
Le 9 mars 2016 il est buteur à la dernière minute du huitième de finale retour de Ligue des Champions face au Zénith Saint Pétersbourg. Il est ensuite buteur lors du quart de finale retour face au Bayern Munich mais ne peut, cette fois pas empêcher la défaite et l'élimination de son équipe. 
Le 1er mars 2018 il prolonge son contrat d'un an avec le Benfica.

#### Beşiktaş JK (2016-2018)
Le 23 août 2016, il est prêté au club turc du Beşiktaş JK. Le 13 septembre 2016 il inscrit un but en Ligue des champions contre le SL Benfica, à qui il appartient alors, lors de la première journée des phases de poules. Il remporte le championnat national durant la saison 2016-2017.

#### Guangzhou Evergrande (2018-2020)
Le 8 juin 2018, il est prêté au Guangzhou Evergrande jusqu'à la fin de saison. Lors de son premier match en Chine, il marque un triplé et délivre une passe décisive lors d'une victoire 4-0. Cependant, sa première saison est un échec car son club, historiquement le meilleur club chinois, ne remporte pas le championnat national pour la première fois depuis 9 ans. Le club lève son option d'achat de 19,2 millions d'euros en fin de saison.
La saison suivante, son club finit champion national. Il est grand artisan de la victoire après avoir marqué, quelques journées avant la fin du championnat, face au dauphin du Shanghai SIPG (notamment mené par Hulk, Oscar et Marko Arnautović), un doublé capital permettant au club de gagner 2-0 envisageant ainsi le titre.

#### Al-Nassr Riyad (depuis 2021)
Il rejoint durant l’hiver 2020-2021 l’Arabie saoudite en signant pour l'Al-Nassr Riyad.
Le 16 décembre 2022, il marque un triplé contre Al-Raed, aidant son équipe à remporter une victoire 4-1 en championnat à l'extérieur.
Le 7 avril 2023, Talisca signe un nouveau contrat de trois ans qui le maintient à Al-Nassr Riyad jusqu'en 2026.

### Carrière en sélection
Talisca est appelé pour la première fois en sélection brésilienne le 10 novembre 2014 pour les matchs amicaux contre la Turquie et l'Autriche mais reste sur le banc lors des deux rencontres.

## Statistiques

### En club
| Saison                | Club                        | Championnat           | Championnat | Championnat | Championnat | Coupe nationale | Coupe nationale | Coupe nationale | Coupe de la Ligue | Coupe de la Ligue | Coupe de la Ligue | Supercoupe | Supercoupe | Supercoupe | Compétition(s) continentale(s) | Compétition(s) continentale(s) | Compétition(s) continentale(s) | Compétition(s) continentale(s) | Autres | Autres | Autres | Total | Total | Total |
| Saison                | Club                        | Division              | M.          | B.          | P.d.        | M.              | B.              | P.d.            | M.                | B.                | P.d.              | M.         | B.         | P.d.       | Comp.                          | M.                             | B.                             | P.d.                           | M.     | B.     | P.d.   | M.    | B.    | P.d.  |
| 2013                  | EC Bahia                    | SP+Série A            | 7+21        | 1+2         | 0+2         | 1               | 0               | 0               | -                 | -                 | -                 | -          | -          | -          | CS                             | 3                              | 0                              | 0                              | 6      | 0      | 0      | 38    | 3     | 2     |
| 2014                  | EC Bahia                    | SP+Série A            | 12+9        | 4+2         | 0           | 4               | 0               | 0               | -                 | -                 | -                 | -          | -          | -          | -                              | -                              | -                              | -                              | 5      | 2      | 0      | 30    | 8     | 0     |
| Sous-total            | Sous-total                  | Sous-total            | 49          | 9           | 2           | 5               | 0               | 0               | -                 | -                 | -                 | -          | -          | -          | -                              | 3                              | 0                              | 0                              | 11     | 2      | 0      | 68    | 11    | 2     |
| 2014-2015             | SL Benfica                  | Primeira Liga         | 32          | 9           | 0           | 2               | 0               | 0               | 3                 | 1                 | 0                 | 1          | 0          | 0          | C1                             | 6                              | 1                              | 0                              | -      | -      | -      | 44    | 11    | 0     |
| 2015-2016             | SL Benfica                  | Primeira Liga         | 21          | 3           | 0           | 2               | 0               | 0               | 5                 | 4                 | 1                 | 1          | 0          | 0          | C1                             | 5                              | 2                              | 0                              | -      | -      | -      | 34    | 9     | 1     |
| Sous-total            | Sous-total                  | Sous-total            | 53          | 12          | 0           | 4               | 0               | 0               | 8                 | 5                 | 1                 | 2          | 0          | 0          | -                              | 11                             | 3                              | 0                              | -      | -      | -      | 78    | 20    | 1     |
| 2016-2017             | Beşiktaş JK (prêt)          | Süper Lig             | 22          | 13          | 2           | 2               | 1               | 0               | -                 | -                 | -                 | -          | -          | -          | C1+C3                          | 3+6                            | 1+2                            | 0+4                            | -      | -      | -      | 33    | 17    | 6     |
| 2017-2018             | Beşiktaş JK (prêt)          | Süper Lig             | 33          | 14          | 7           | 6               | 2               | 1               | -                 | -                 | -                 | -          | -          | -          | C1                             | 8                              | 4                              | 0                              | -      | -      | -      | 47    | 20    | 8     |
| Sous-total            | Sous-total                  | Sous-total            | 55          | 27          | 9           | 8               | 3               | 1               | -                 | -                 | -                 | -          | -          | -          | -                              | 17                             | 7                              | 4                              | -      | -      | -      | 80    | 37    | 14    |
| 2018                  | Guangzhou Evergrande (prêt) | CSL                   | 18          | 16          | 8           | -               | -               | -               | -                 | -                 | -                 | -          | -          | -          | -                              | -                              | -                              | -                              | -      | -      | -      | 18    | 16    | 8     |
| 2019                  | Guangzhou Evergrande        | CSL                   | 18          | 11          | 0           | 1               | 0               | 0               | -                 | -                 | -                 | -          | -          | -          | ACL                            | 8                              | 5                              | 0                              | -      | -      | -      | 27    | 16    | 0     |
| 2020                  | Guangzhou Evergrande        | CSL                   | 17          | 6           | 2           | 1               | 0               | 0               | -                 | -                 | -                 | -          | -          | -          | ACL                            | 3                              | 1                              | 0                              | -      | -      | -      | 21    | 7     | 2     |
| 2021                  | Guangzhou Evergrande        | CSL                   | -           | -           | -           | -               | -               | -               | -                 | -                 | -                 | -          | -          | -          | ACL                            | 3                              | 1                              | 2                              | -      | -      | -      | 3     | 1     | 2     |
| Sous-total            | Sous-total                  | Sous-total            | 53          | 33          | 10          | 1               | 0               | 0               | -                 | -                 | -                 | -          | -          | -          | -                              | 14                             | 7                              | 2                              | -      | -      | -      | 68    | 40    | 12    |
| 2021-2022             | Al-Nassr                    | SPL                   | 28          | 20          | 2           | 2               | 1               | 0               | -                 | -                 | -                 | -          | -          | -          | -                              | -                              | -                              | -                              | -      | -      | -      | 30    | 21    | 2     |
| 2022-2023             | Al-Nassr                    | SPL                   | 23          | 20          | 2           | 3               | 0               | 0               | -                 | -                 | -                 | 1          | 1          | 0          | -                              | -                              | -                              | -                              | -      | -      | -      | 27    | 21    | 2     |
| 2023-2024             | Al-Nassr                    | SPL                   | 17          | 16          | 4           | 2               | 1               | 0               | -                 | -                 | -                 | 1          | 1          | 0          | ACL+CAC                        | 6+6                            | 8+1                            | 0+2                            | -      | -      | -      | 32    | 27    | 6     |
| 2024-2025             | Al-Nassr                    | SPL                   | 10          | 6           | 4           | 2               | 0               | 0               | -                 | -                 | -                 | 2          | 0          | 0          | ACL                            | 5                              | 2                              | 0                              | -      | -      | -      | 19    | 8     | 4     |
| Sous-total            | Sous-total                  | Sous-total            | 78          | 62          | 8           | 9               | 2               | 0               | -                 | -                 | -                 | 3          | 1          | 0          | -                              | 17                             | 11                             | 2                              | -      | -      | -      | 107   | 76    | 10    |
| 2024-2025             | Fenerbahçe SK               | TSL                   | 16          | 9           | 1           | 3               | 3               | 1               | -                 | -                 | -                 | -          | -          | -          | C3                             | 4                              | 0                              | 0                              | -      | -      | -      | 23    | 12    | 2     |
| 2025-2026             | Fenerbahçe SK               | TSL                   | 1           | 0           | 0           | 0               | 0               | 0               | -                 | -                 | -                 | -          | -          | -          | C1                             | 1                              | 1                              | 0                              | -      | -      | -      | 2     | 1     | 0     |
| Sous-total            | Sous-total                  | Sous-total            | 17          | 9           | 1           | 3               | 3               | 1               | -                 | -                 | -                 | -          | -          | -          | -                              | 5                              | 1                              | 0                              | -      | -      | -      | 25    | 13    | 2     |
| Total sur la carrière | Total sur la carrière       | Total sur la carrière | 305         | 152         | 30          | 30              | 8               | 2               | 8                 | 5                 | 1                 | 5          | 1          | 0          | -                              | 66                             | 28                             | 8                              | 11     | 2      | 0      | 425   | 196   | 41    |

## Palmarès

### En club
| EC Bahia (1)                             | Benfica Lisbonne (5) | Beşiktaş JK (1)               | Guangzhou FC (1)                         | Al-Nassr FC (1)                                      |
| ---------------------------------------- | --- | ----------------------------- | ---------------------------------------- | ---------------------------------------------------- |
| - Championnat de Bahia - Champion : 2014 | - Liga NOS - Champion : 2015 et 2016 - Coupe de la Ligue portugaise - Vainqueur : 2015 et 2016 - Supercoupe du Portugal - Vainqueur : 2014 | - Süper Lig - Champion : 2017 | - Chinese Super League - Champion : 2019 | - Coupe arabe des clubs champions - Vainqueur : 2023 |

### En sélection
|  |  | Brésil - 20 ans - Tournoi de Toulon - Vainqueur : 2013. |